# L'Œil écarlate
Pour plus de détails, voir Fiche technique et Distribution.
L'Œil écarlate est un film français réalisé par Dominique Roulet et sorti en 1993.

## Fiche technique
- Titre : L'Œil écarlate
- Réalisation : Dominique Roulet
- Scénario : Dominique Roulet, d'après son roman[1]
- Photographie : Jean-François Robin
- Son : Alix Comte
- Décors : Roland Deville
- Costumes : Joëlle Alaux
- Musique : Alain Goraguer et Maurice Jaubert
- Montage : Jacques Comets
- Sociétés de production : Tessa Productions - TSK Productions
- Pays d'origine :  France
- Durée : 94 minutes
- Date de sortie : France - 21 juillet 1993

## Distribution
- Jean-Louis Trintignant : René Montijoux
- Stefania Sandrelli : Émeline
- Grégoire Colin : Christophe
- Delphine Zentout : Barbara
- Yves Afonso : Romain
- Jean-Pierre Cassel : Leprince
- Alain Doutey : Briquet
- Jean-Pierre Castaldi : Vilard
- Jean Gaven : Étienne Delvaux
- Jean-Marie Lhomme : André
- Martine Pascal : Madeleine Vilard
- André Asséo : le chef de gare
- Laurence Fadelli : Sylvie
- Cedric Labaume : Stagiaire à la régie